# Rodriguez d'Evora y Vega
Rodriguez d'Evora y Vega was een Zuid-Nederlandse adellijke familie van Spaanse oorsprong.

## Geschiedenis
De familie Rodriguez d’Evora y Vega kwam in de 16de eeuw vanuit Spanje via Portugal naar Vlaanderen. Een deel van de familie belandde in Antwerpen, waar ze hun handel uitbreidden en verschillende paleizen en huizen aankochten. In 1602 kocht Simon I het Land van Rode, een van de vijf ‘baanderijen’ in het Land van Aalst. In 1565 werd de heerlijkheid Rode onder Henri IV, koning van Frankrijk, verheven tot baronie van Rode en in 1603 verkreeg Simon Rodriguez d'Evora de titel van baron van de aartshertogen Albrecht en Isabella voor 'bewezen diensten'. De familie verbleef in Gent en had het kasteel 'Ter Saelen' in Destelbergen gekocht. In 1680, na de plundering van 'Ter Saelen' door de troepen van Lodewijk XIV, kocht Lupus Maria (of Lopez), kleinzoon van Simon, de heerlijkheid met kasteel van Beerlegem.
In 1682 verleende koning Karel II van Spanje de titels markies van Rode en baron van Beerlegem aan Lupus Maria (Lopez) Rodriguez d'Evora y Vega.
Emmanuel Joseph Antoine Rodriguez d'Evora y Vega (1732-1766) trouwde in 1758 met Isabella Maelcamp (1736-1795). Hij was grootbroodmeester van de graaf van Vlaanderen, keizerlijk kamerheer, kamerheer bij de koning van Spanje. Zij hadden twee zoons:
- Charles Joseph Rodriguez d'Evora y Vega (1759-1813), die in 1786 trouwde met Thérèse de Draeck (1765-1844). Hij verloor de adellijke status in 1795 en stierf te vroeg om ze te kunnen herwinnen.
- Emmanuel Rodriguez d'Evora y Vega, die wel lang genoeg leefde.

## Emmanuel Rodriguez d'Evora y Vega
- Markies Emmanuel Charles François Rodriguez d'Evora y Vega (Gent, 13 januari 1763 - 18 november 1845), zoon van Emmanuel (zie hierboven), trouwde in 1789 met Marie-Victoire de Lens (1766-1838), dochter van Robert de Lens de Meulebeke en zus van Philippe de Lens. In 1816, ten tijde van het Verenigd Koninkrijk der Nederlanden, werd hij erkend in de erfelijke adel met de titel markies, overdraagbaar op alle afstammelingen, en benoemd als lid van de Ridderschap van de provincie Oost-Vlaanderen. Hij werd ook lid van de Provinciale Staten van Oost-Vlaanderen.
  - François Rodriguez d'Evora y Vega (1791-1840) trouwde in 1812 met markiezin Justine du Mont de Gages (1793-1855), dochter van Fery du Mont de Gages. Ze hadden drie dochters, die adellijk trouwden.
  - Charles Marie Ghislain Rodriguez d'Evora y Vega (1799-1872) trouwde met Eugenie van de Woestyne (1805-1835). Ze hadden twee dochters die adellijk trouwden en een zoon die vrijgezel bleef.

## Charles Rodriguez d'Evora y Vega
Markies Charles Joseph Marie Ghislain Rodriguez d'Evora y Vega (Gent, 12 juni 1790 - Berlegem, 26 september 1868) was een zoon van Charles Joseph Rodriguez d'Evora y Vega (zie hierboven) en van Thérèse de Draeck. Hij trouwde in 1810 met Delphine d'Andelot (1790-1854).
Hij werd in 1816 erkend in de erfelijke adel en benoemd in de Ridderschap van Oost-Vlaanderen, maar hij weigerde. 
In 1823 werd hij opnieuw erkend in de erfelijke adel, met de titel markies overdraagbaar op alle afstammelingen en met benoeming in de Ridderschap van Oost-Vlaanderen. De titel markies van Rodes was overdraagbaar op alle afstammelingen, de titel van baron van Berlegem overdraagbaar bij eerstgeboorte. 
Hij werd lid van de Provinciale Staten van Oost-Vlaanderen, kamerheer van Willem I der Nederlanden, burgemeester van Berlegem. Na 1830 werd hij lid van het Belgisch Nationaal Congres en senator. Het echtpaar had drie dochters die adellijk trouwden en een zoon die vrijgezel bleef.
De familie Rodriguez stierf uit in 1920.